# James Stewart Martin

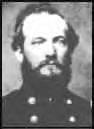
James Stewart Martin, vor 1865

James Stewart Martin (* 19. August 1826 im Scott County, Virginia; † 20. November 1907 in Salem, Illinois) war ein US-amerikanischer Politiker. Zwischen 1873 und 1875 vertrat er den Bundesstaat Illinois im US-Repräsentantenhaus.

## Werdegang
Der im heutigen Gate City geborene James Martin besuchte die öffentlichen Schulen seiner Heimat und das Emory and Henry College. Im Jahr 1846 zog er nach Salem in Illinois. Während des Mexikanisch-Amerikanischen Krieges war Martin Soldat in einem Freiwilligenregiment aus Illinois. Nach einem Jurastudium und seiner 1861 erfolgten Zulassung als Rechtsanwalt begann er in Salem in diesem Beruf zu arbeiten. Zwischenzeitlich war er auch als Clerk bei der Verwaltung des Marion County angestellt. Während des Bürgerkrieges war er Oberst einer Infanterieeinheit aus Illinois, die zum Heer der Union gehörte. Im weiteren Kriegsverlauf brachte er es bis zum Brevet-Brigadegeneral. Martin blieb bis zum 7. Juni 1865 beim Militär. Danach wurde er Bezirksrichter im Marion County. Im Jahr 1869 wurde er bei der Bundesrentenverwaltung als Pension Agent angestellt.
Politisch war Martin Mitglied der Republikanischen Partei. Bei den Kongresswahlen des Jahres 1872 wurde er im damals neu eingerichteten 16. Wahlbezirk von Illinois in das US-Repräsentantenhaus in Washington, D.C. gewählt, wo er am 4. März 1873 sein neues Mandat antrat. Da er im Jahr 1874 nicht bestätigt wurde, konnte er bis zum 3. März 1875 nur eine Legislaturperiode im Kongress absolvieren. 1879 wurde James Martin Staatsbeauftragter für das Southern Illinois Penitentiary, die für den südlichen Teil des Staates Illinois zuständige Strafanstalt. Er starb am 20. November 1907 in Salem.